# 1914 في نيوزيلندا
فيما يلي قوائم الأحداث التي وقعت خلال عام 1914 في نيوزيلندا.

## سياسة

### تعيين في المنصب
- 1 يناير – جيمس ماكول ديكسون عضو مجلس النواب النيوزيلندي ‏.
- 14 يوليو – ويليام مورغان Member of the Legislative Council of New Zealand ‏.

### انتهاء فترة المنصب
- 10 ديسمبر – جون روبرتسون عضو مجلس النواب النيوزيلندي ‏.

## مواليد

### يناير
- 12 يناير – إيفيرارد جاكسون لاعب رغبي نيوزيلندي.
- 30 يناير – بيل فيليبس

### فبراير
- 3 فبراير – فيليكس كيلي رسام نيوزيلندي.
- 14 فبراير – جاك رانكين
- 22 فبراير – ثيو ألين منافِس أوليمبي نيوزيلندي.

### مارس
- 19 مارس – جاك بست

### يونيو
- 3 يونيو – ريج غرانت
- 13 يونيو – غوردون باتريك
- 23 يونيو – كليفورد ريتشموند قاضي نيوزلندي.

### يوليو
- 4 يوليو – راي سبيد لاعب كرة قدم نيوزيلندي.
- 7 يوليو – أليسون داف

### سبتمبر
- 2 سبتمبر – رون باركلي سياسي نيوزيلندي.

### أكتوبر
- 13 أكتوبر – سيسيل ماثيوز عداء مسافات طويلة نيوزيلندي.
- 23 أكتوبر – دونالد ستوت

### نوفمبر
- 18 نوفمبر – ويليام فيليبس عالم اقتصاد نيوزيلندي.

### ديسمبر
- 27 ديسمبر – هيلدا باك لاعبة كركيت نيوزيلندية.
- 28 ديسمبر – نورمان كينغ سياسي نيوزيلندي.

## وفيات

### يناير
- 29 يناير – روبرت غوردون (مواليد 1889) لاعب كريكت نيوزلندي.